# Christian Keimann

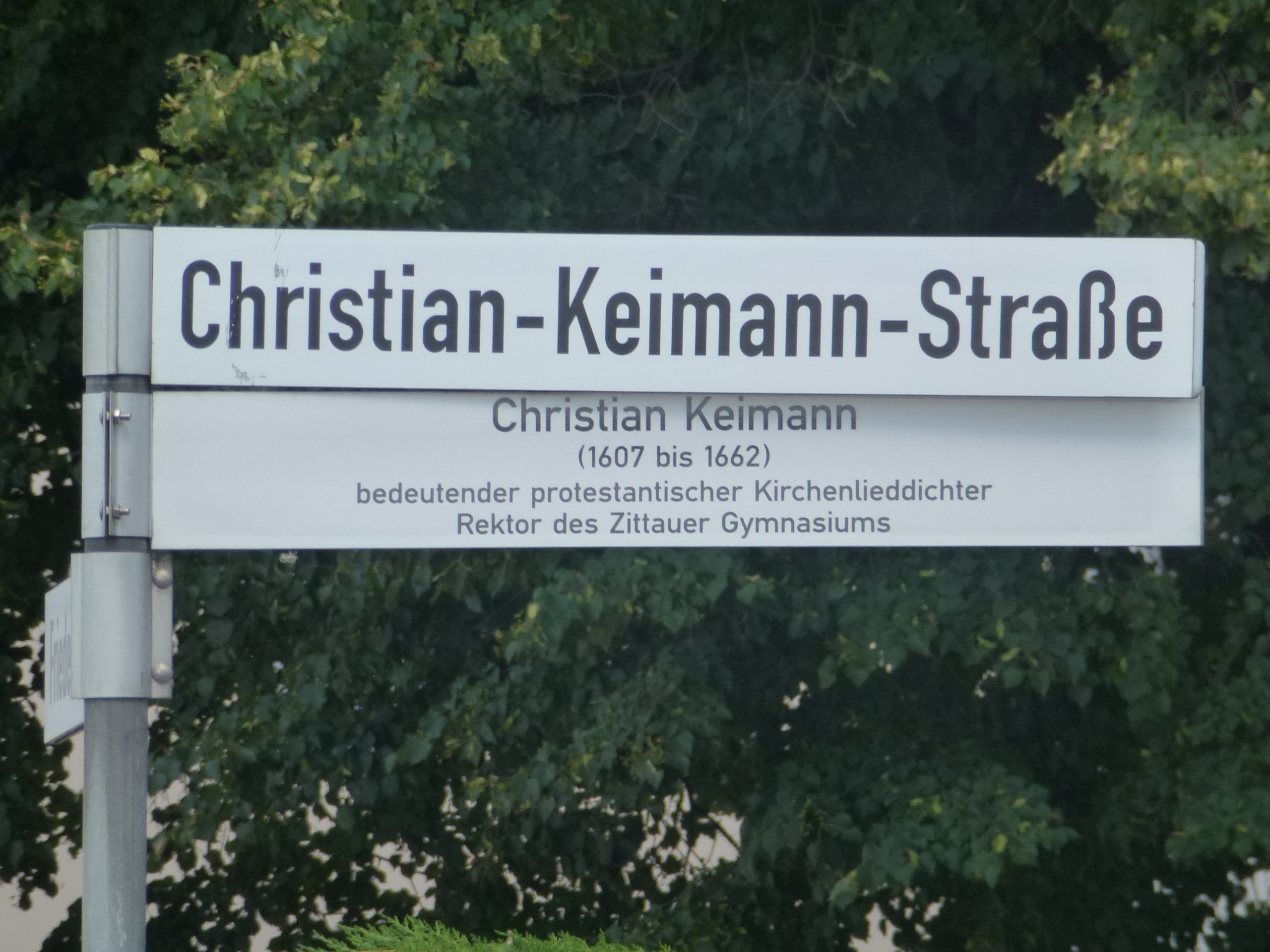
Christian-Keimann-Straße in Zittau

Christian Keimann, auch Christian Keymann (* 27. Februar 1607 in Deutsch-Pankraz, Böhmen; † 13. Januar 1662 in Zittau), war ein deutscher Pädagoge, Dichter und evangelischer Kirchenlieddichter.

## Leben
Christian Keimann wurde 1607 als Sohn eines Pfarrers in Grottau und Ullersdorf Zacharias Keimann in Pankraz geboren. Im Zuge der Gegenreformation musste die Familie Keimann aus Böhmen nach Zittau fliehen. Er studierte seit 1627 an der Universität Wittenberg und erlangte, gefördert von Erasmus Schmidt und August Buchner, 1634 den akademischen Grad eines Magisters. Im Anschluss wurde Keimann am 28. April 1634 Konrektor und am 25. April 1638 Rektor des Gymnasiums in Zittau (Oberlausitz). Er leitete das Gymnasium unter der Drangsal des Dreißigjährigen Krieges. Keimann wurde 1651 mit der Dichterkrone geehrt und war ein bedeutender Pädagoge und Autor von Schulbüchern sowie Schuldramen.
Am 13. Januar 1662 starb er nach langem Leiden an einem Schlaganfall.
In Zittau ist eine Straße nach Christian Keimann benannt.

## Familie
Der Vater Zacharias Keimann ist um 1579 in Böhmen geboren. Er war bis 1617 Pfarrer in Pankraz und danach in Ullersdorf, bis er sich 1628 nach Zittau wandte. Er starb am 3. September 1633 und wurde am 5. September 1633 in Zittau beerdigt.

Die Mutter Anna Ludwig ist um 1583 in Böhmen geboren und wurde am 19. Mai 1643 in Zittau beerdigt.

Christian heiratete 1638 Anna Dorothea Winzinger. Diese wurde am 14. Februar 1623 in Zittau getauft und starb dort am 22. Januar 1664.
Ihr Vater war Andreas Winziger (* 1600; † 1636), ein Weinschenker in Zittau.

Mit Anna Dorothea hatte Christian acht Kinder. Sohn Christian Friedrich Keimann (* 1650; † 1684) starb als Student. Der zweite Sohn Johann Christian (* 1654; † 1654) wurde nur 5 Tage alt.

Die 6 Töchter waren:
- Anna Maria Keimann (* 1639)
- Anna Dorothea Keimann (* 1640; † 1669), heiratet 1660 Samuel Schaffhirt (* 1633; † 1719), Papiermacher in Obergurig, Cottbus und Zittau
- Anna Rosina Keimann (* 1642)
- Anna Christina Keimann (* 1644; † 1668), heiratet 1667 Friedrich Arnst (* 1642; † 1709), Buchhändler, Kirchenvorsteher und Stadthauptmann
- Anna Magaretha Keimann (* 1646) verheiratete Geißler, deren Tochter Anna Dorothea Geißler, kurz vor ihrem Tode 1688 die Keimann'sche Gedächtnisrede stiftet, die von den 3 ersten Lehrern des Gymnasiums in Zittau abwechselnd alljährlich zu seinem Andenken gehalten wird. Nach dessen Tod heiratet sie in zweiter Ehe den Subrektor Magister Joachim Curtii (* 1646 † 1709).
- Anna Justina Keimann (* 1649 † 1649)

## Veröffentlichungen
- Tabulae declinatorium ..., apud Graecos, Leipzig 1649, 1683
- Enchiridion grammaticum latinum, Jena 1649
- Kleine Gedächtnüß-Bibel – Mnemosyne sacra, Görlitz 1656, Leipzig 1652
- Micae evangelicae, Zittau 1655, Stettin 1687
- Vier Schauspiele, Zittau 1657 darin enthalten: Samuel nach Johann Förster, 1646; Susanna nach Frischlin, 1648; Junger Tobias, Freiberg 1641; Der neugebohrene Jesus, den Hirten und Weisen offenbahret, Görlitz 1646, Neudruck 1936
- Historia Iohannis Baptistae heroico metro comprehensa. Wittenberg 1630
- Rhetorica ... versibus in clusa hexametris. 1639, Leipzig 1659
- Compendium logices 1639, Leipzig 1652
- Arithmctica practica. Görlitz 1639 (mit der Logik vereinigt zu: Paedia scholastica compendiosa. Görlitz 1648).
- Rechen-Büchlein. Leipzig 1641

Seine Kirchenlieder sind vielfach von Johann Sebastian Bach benutzt worden:
- Freuet euch, ihr Christen alle (EG 34), bei Bach in BWV 40
- Meinen Jesus lass ich nicht (EG 402), bei Bach in der Melodieversion Andreas Hammerschmidts von 1658 in den Kantaten BWV 70, 154, 157, der gleichnamigen Choralkantate BWV 124 und am Schluss des ersten Teils der Frühfassung der Matthäus-Passion, auch von Max Reger existiert eine gleichnamige Choralkantate unter Verwendung der Melodie von Johann Ulich von 1674
- Sei gegrüßet, Jesu gütig
- Hosianna Davids Sohne, Adventslied 1655